# طريقة لوكاس-كانادي
في الرؤية الحاسوبية، تعد طريقة لوكاس-كانادي طريقة تفاضلية واسعة الاستخدام لتقدير التدفق البصري. وقد وضعها بروس لوكاس وتاكيو كانادي [الإنجليزية]. وتفترض الطريقة أن التدفق ثابت أساسًا في جوار محلي من البكسل قيد الدراسة، وتحل معادلات التدفق البصري الأساسية لجميع البكسلات في ذلك الجوار بطريقة المربعات الدنيا.
وبجمع المعلومات من عدة بكسلات مجاورة، يمكن لطريقة لوكاس-كانادي أن تحل في الغالب الغموض المتأصل لمعادلة التدفق البصري. وهي أقل حساسية للتشويش في مقارنة بطرق أخرى (point-wise methods). من ناحية أخرى، ولأنها طريقة محلية بحتة، فإنه لا يمكنها تقديم معلومات عن التدفق في المناطق الداخلية من المناطق الموحدة من الصورة.